# La Geneytouse
La Geneytouse (tiếng Occitan: La Janestosa) là một xã của tỉnh Haute-Vienne, thuộc vùng Nouvelle-Aquitaine, miền trung nước Pháp.